# Voormalig stadhuis van Peer

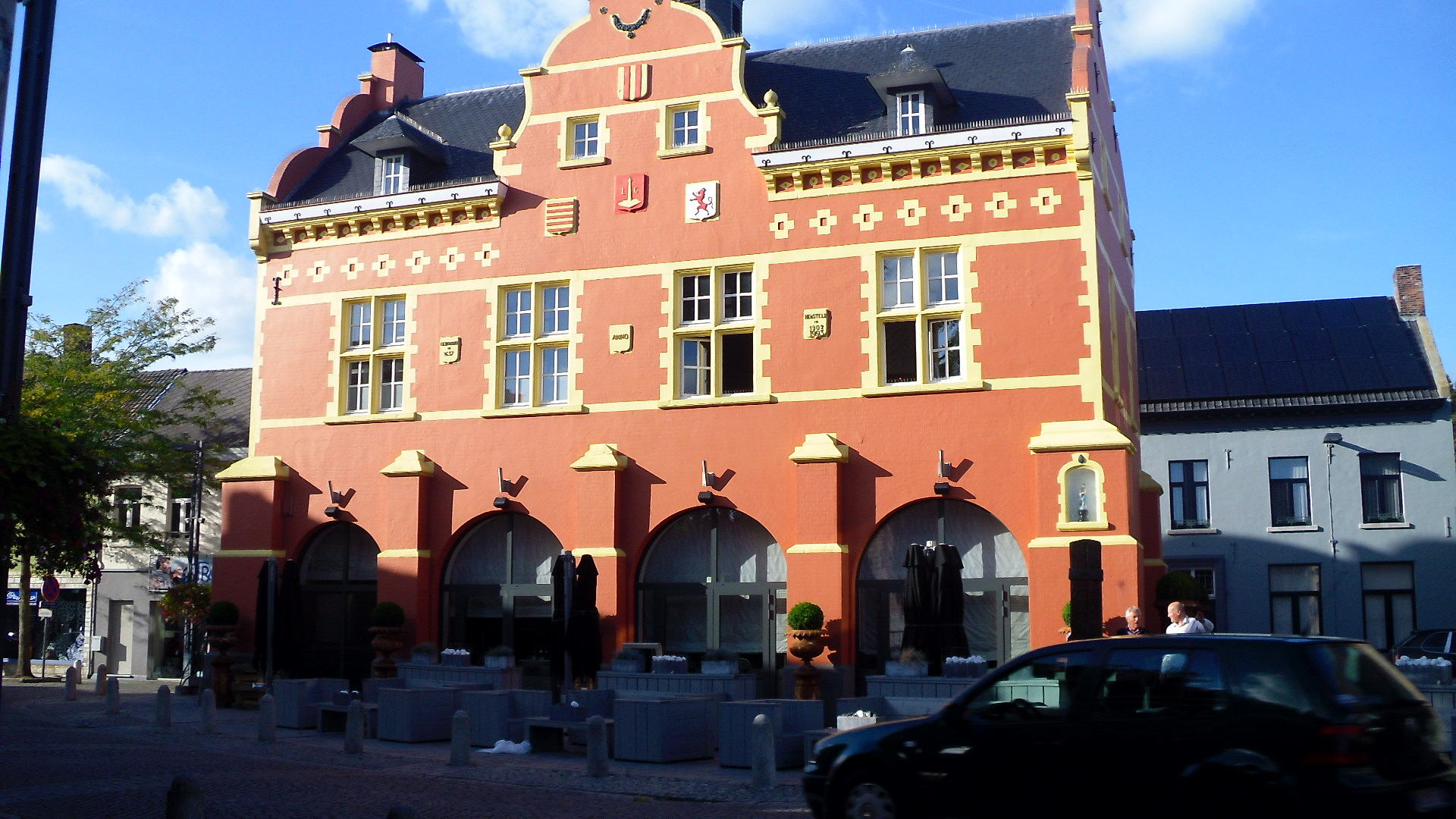
De gevel van het voormalige stadhuis.

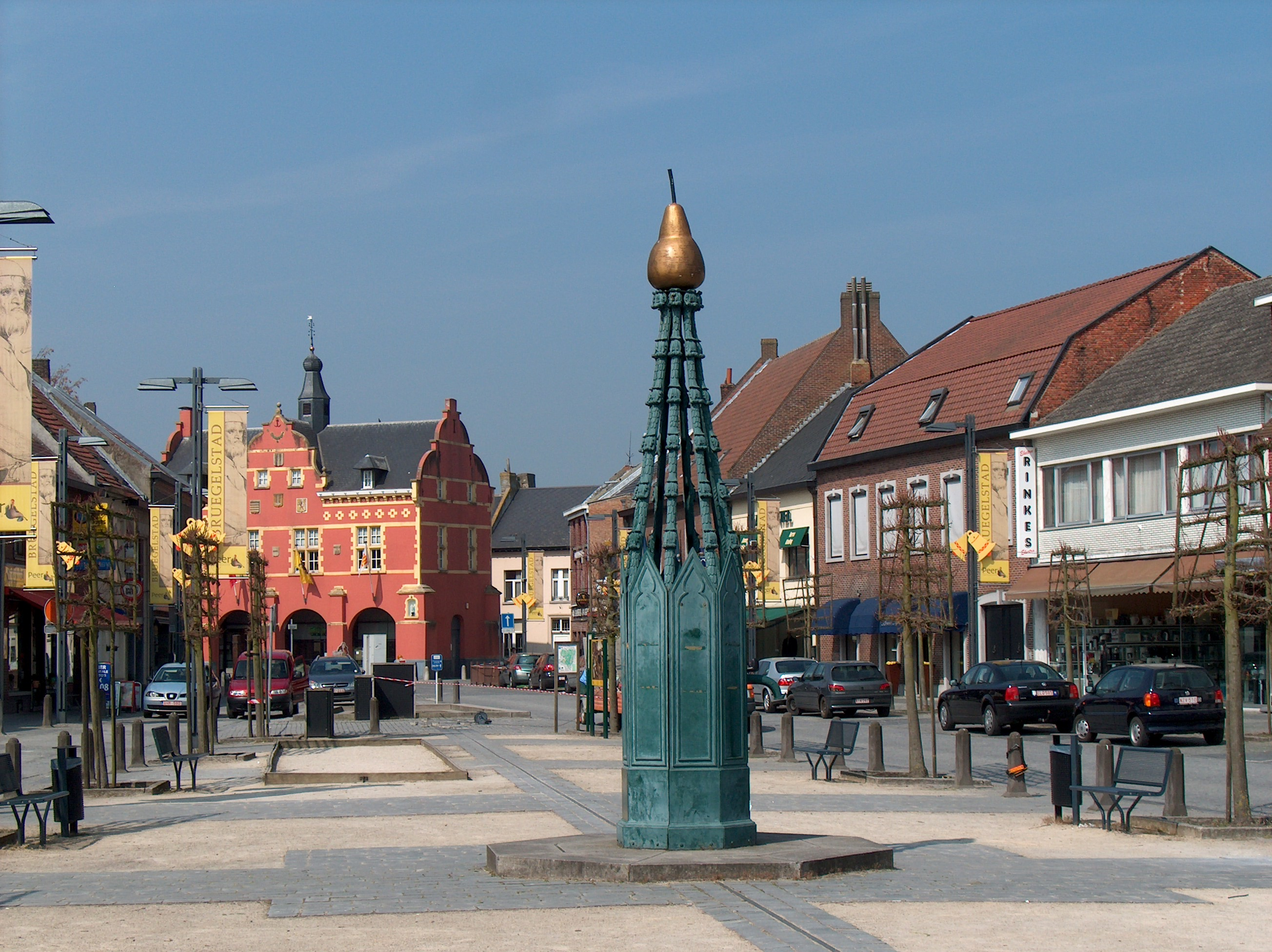
Markt van Peer, met het voormalig stadhuis op de achtergrond

Het voormalig stadhuis van Peer is een gebouw in Maaslandse renaissancestijl, gelegen aan de Markt te Peer.

## Geschiedenis
Het stadhuis werd gebouwd in 1637, toen Albert van Gavere er heer was, en is het oudst bewaarde stadhuis van Belgisch-Limburg.
Op de begane grond bevond zich de lakenhal en de overdekte markt, op de bovenverdieping waren de vergaderruimten voor het stadsbestuur. De zolder werd verhuurd voor economische activiteiten, zoals het drogen van mout en hop. De kelder diende als cachot.
Op 18 november 1798 liep het stadhuis schade op, doordat de aan de boerenkrijg deelnemende brigands de ruiten insloegen, kasten vernielden en de papieren verscheurden. Vanaf 1861 werden herstelwerkzaamheden doorgevoerd, onder leiding van Herman Jaminé. Van 1898-1902 werd het gebouw gerestaureerd onder leiding van Hyacinth Martens. Hierbij werd de op de begane grond aanwezige open hal gesloten en aan het stadhuis toegevoegd. Op 23 september 1951 werd een gedenkplaat aangebracht voor Firmin Vandenbosch (1864-1949), een Franstalig letterkundige, advocaat en diplomaat.
In 1994 werd voor het stadhuis een replica van de schandpaal (kaecke) geplaatst.
Vanaf 1970 waren in het gebouw het vredegerecht en de gemeentelijke diensten gevestigd, en later ook een tijdlang het Museum voor muziekinstrumenten en de Toeristische Dienst. Tegenwoordig bevindt zich in het gebouw een restaurant, en verder heeft het een representatieve functie.